# Semilimax semilimax
Semilimax semilimax is een slakkensoort uit de familie van de Vitrinidae. De wetenschappelijke naam van de soort is voor het eerst geldig gepubliceerd in 1802 door J. Ferussac.